# Sérgio Paulinho

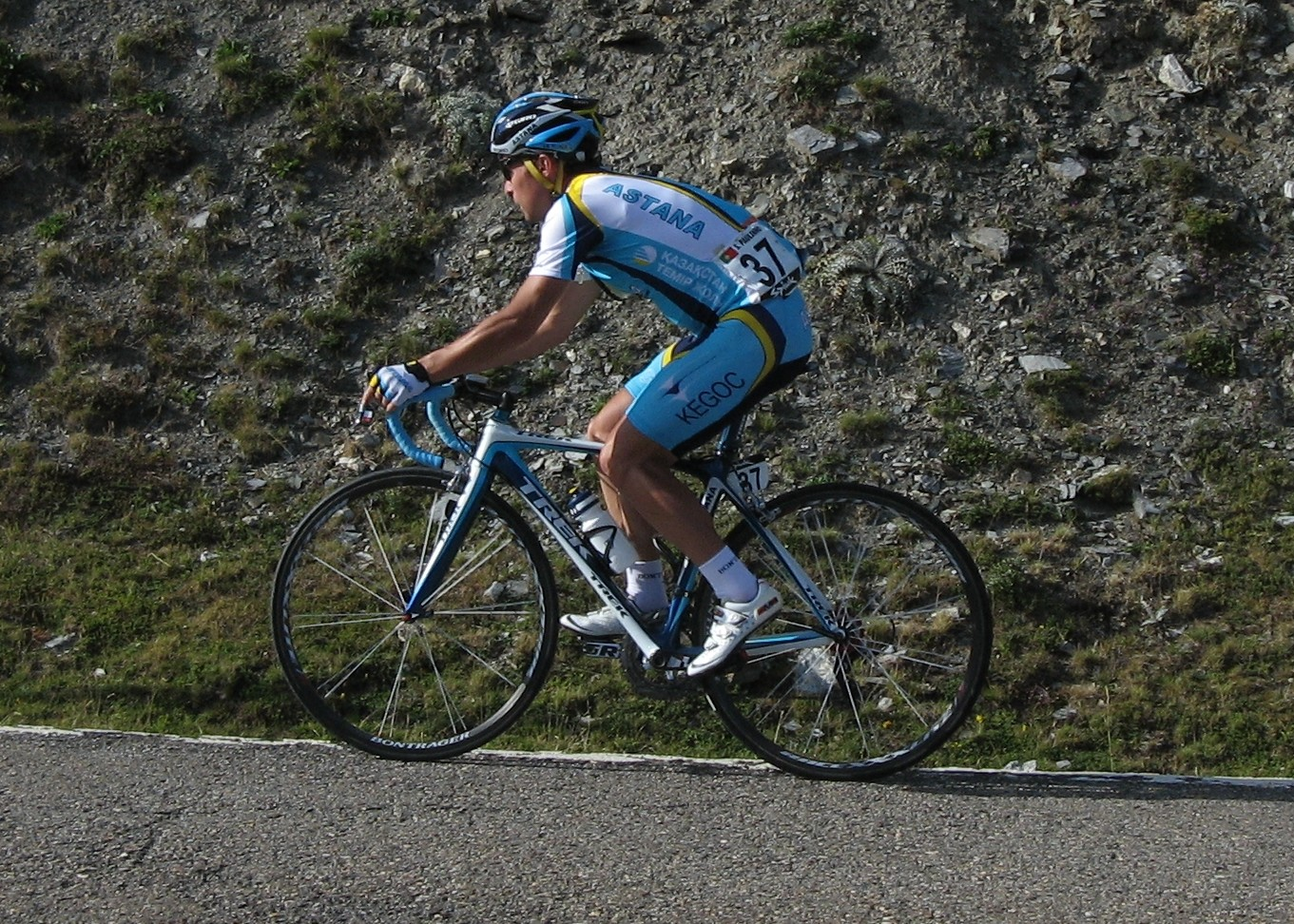
Sérgio Paulinho under 2008 års Vuelta a España.

Sérgio Miguel Moreira Paulinho, född 26 mars 1980 i Oeiras, är en portugisisk professionell tävlingscyklist. Han tävlar sedan säsongen 2012 för UCI ProTour-stallet Team Saxo Bank.

## Karriär
Sérgio Paulinho valde att stanna kvar i amatörklassen tills han var 24 år innan han blev professionell. Under säsongen 2000 cyklade han etapploppet GP R.L.V.T., det nuvarande GP CTT Correios de Portugal, och under etapp 4 körde han ifrån de professionella Euskaltel-Euskadi-cyklisterna Iban Mayo och Aitor Kintana.
Paulinho slutade på femte plats i U23-världsmästerskapens tempolopp 2001 i Lissabon bakom Danny Pate, Sebastian Lang, James Lewis Perry och Jaroslav Popovytj. 
I slutet av 2002 fick Paulinho prova på att vara professionell när han blev stagiaire med ASC-Vila do Conde. Paulinho slutade trea på U23-världsmästerskapens tempolopp 2002 i Zolder bakom Tomas Vaitkus och Aleksandr Bespalov. Han blev professionell med det portugisiska stallet ASC-Vila do Conde året därpå och slutade under året nia på Portugal runt. I slutet av året slutade hans pappa, den tidigare tävlingscyklisten Jacinto Paulinho, som sportdirektör i stallet samtidigt som stallet flyttade ned till division III-status. Paulinhos kontrakt revs upp med anledning av detta och han blev kontrakterad av LA-Pecol. Under säsongen 2004 slutade han sexa på Portugal runt. Han vann också etapp sju och tio under tävlingen. Paulinho blev portugisisk nationsmästare på tempolopp samma år. Han vann två etapper på Portugal runt och blev också uttagen till Olympiska sommarspelen 2004 i Aten där han tog silver i herrarnas linjelopp bakom Paolo Bettini. 
Efter silvermedaljen under de Olympiska spelen skrev Paulinho på för det spanska stallet Liberty Seguros-Würth inför säsongen 2005. Under året slutade han trea i bergsmästartävlingen i Tirreno-Adriatico bakom Jose Luis Carrasco och Aleksandr Kolobnev. Säsongen därpå skrev han kontrakt med det amerikanska UCI ProTour-stallet Discovery Channel Pro Cycling Team. Det trots att hans namn var nämnt i dopningshärvan Operación Puerto under en tid. Sérgio Paulinhos namn avfördes från listan av misstänkta i juli 2006.
Paulinho vann etapp 10 under Vuelta a Espana 2006. Han blev därmed den förste portugisen att vinna en Grand Tour-etapp sedan Acacio Da Silva vann en etapp på Tour de France 1989.
När Discovery Channel Pro Cycling Team lade ned sin verksamhet följde Paulinho med managern Johan Bruyneel från det amerikanska stallet till Astana Team, med vilka han även tävlade med mellan 2005 och 2006.
I slutet av juni 2008 vann Paulinho det portugisiska nationsmästerskapets tempolopp.
Tillsammans med Lance Armstrong, Haimar Zubeldia, Grégory Rast, Jaroslav Popovytj, Dmitrij Muravjev, Levi Leipheimer, Andreas Klöden och Alberto Contador vann Paulinho lagtempoloppet på Tour de France 2009.

## Privatliv
Sérgio Paulinho är son till Jacinto Paulinho som var tävlingscyklist mellan 1985 och 1992.

## Meriter
2002
- Circuito da Malveira
- Etapp 3, Portugal Runt (U23)
- Etapp 4, Portugal Runt (U23)
- Prolog, Portugal Runt (U23)
- 2:a, Portugal Runt (U23)
- 3:a, U23-världsmästerskapens tempolopp

2004
- Volta a Tras os Montes e Alto Douro
- Nationsmästerskapens tempolopp
- Etapp 7, Portugal runt
- Etapp 10, Portugal runt
- 2:a,  Olympiska sommarspelens linjelopp

2005
- 3:a, bergstävlingen, Tirreno-Adriatico

2006
- Etapp 10, Vuelta a España

2008
- Nationsmästerskapens tempolopp

## Stall
- ASC-Vila do Conde 2002–2003
- L.A.-Pecol 2004
- Liberty Seguros-Würth 2005
- Astana-Würth 2006
- Discovery Channel Pro Cycling Team 2007
- Astana Team 2008–2009
- Team RadioShack 2010–2011
- Team Saxo Bank 2012–